# Cantone di Andrézieux-Bouthéon
Il Cantone di Andrézieux-Bouthéon è una divisione amministrativa dell'Arrondissement di Montbrison.
È stato costituito a seguito della riforma approvata con decreto del 26 febbraio 2014, che ha avuto attuazione dopo le elezioni dipartimentali del 2015.

## Composizione
Comprende i 15 comuni di:
- Andrézieux-Bouthéon
- Aveizieux
- Bellegarde-en-Forez
- Boisset-lès-Montrond
- Chambœuf
- Craintilleux
- Cuzieu
- Montrond-les-Bains
- Rivas
- Saint-André-le-Puy
- Saint-Bonnet-les-Oules
- Saint-Galmier
- Unias
- Veauche
- Veauchette